# Fapte bune
Fapte bune este al treilea album de studio lansat de rapperul român Bitză. Un alt album « urban soul », care conține 16 piese, ce abordează subiecte delicate, dar, în același timp, piese sensibile, îl departajează pe Bitză de ceilalți rapperi. 
« Fapte bune » este un album original, lucrat in colaborare cu nume sonore din muzica hip-hop romaneasca 

## Piese
| #  | Titlu                                                  |
| -- | ------------------------------------------------------ |
| 1  | Intro                                                  |
| 2  | Pregatit                                               |
| 3  | Armele pregatite                                       |
| 4  | Cu vantu-n fata (cu K-Gula)                            |
| 5  | N-o sa mai inchid ochii                                |
| 6  | Fapte bune                                             |
| 7  | Lasa-i sa astepte (cu Paco 10 Grei)                    |
| 8  | Ultima suflare                                         |
| 9  | Dialog cu Hena                                         |
| 10 | All Star Part 2 (cu Brugner, L Doc, Deliric 1, Carbon) |
| 11 | Pierdut intr-o lume mare                               |
| 12 | Baietii mari nu plang (cu Grasu XXL)                   |
| 13 | Nu te opri (cu ViLLy)                                  |
| 14 | Renuntand la tot                                       |
| 15 | Scrisoarea unui soldat (cu Butch)                      |
| 16 | Outro                                                  |

## Influențe
Urban Soul